# Industry Giant
Industry Giant è un videogioco gestionale, in cui si deve costruire e controllare un impero industriale, sviluppato da JoWooD Entertainment AG e distribuito nell'anno 1998.
Di questo titolo esiste un seguito: Industry Giant II, dell'anno 2002, fatto anch'esso dalla stessa casa di sviluppo.

## Modalità di gioco
C'è una campagna (con missioni in sequenza) per il gioco in singolo; inoltre si ha a disposizione un editor di mappe e scenari utilizzabili in singolo contro il computer.